# كيفن فوستر
كيفن فوستر (17 يونيو 1990 - ) (بالإنجليزية: Kevin Foster)‏ هو لاعب كرة سلة أمريكي في مركز مدافع مسدد الهدف. لعب مع بشكتاش لكرة السلة.

## وصلات خارجية
- كيفن فوستر على موقع كلية كرة السلة في سبورتس رفرنس.كوم (الإنجليزية)
- كيفن فوستر على موقع بروبوليرز (الإنجليزية)